# Indianapolis 500 in 1981
De 65e Indianapolis 500 werd gereden op zondag 24 mei 1981 op de Indianapolis Motor Speedway. Penske Racing coureur Bobby Unser, die de race won, kreeg een dag na de race een ronde straftijd waardoor Mario Andretti die op de tweede plaats finishte, als winnaar werd aangeduid. Meer dan vier maanden later werd Unsers straftijd teruggedraaid en werd hij de winnaar van de race. Het was zijn derde en laatste Indy 500 overwinning.

## Startgrid
| Rij | Binnen                | Midden            | Buiten           |
| --- | --------------------- | ----------------- | ---------------- |
| 1   | Bobby Unser           | Mike Mosley       | A.J. Foyt        |
| 2   | Gordon Johncock       | Johnny Rutherford | Josele Garza     |
| 3   | Bill Alsup            | Gordon Smiley     | Al Unser         |
| 4   | Pancho Carter         | Gary Bettenhausen | Kevin Cogan      |
| 5   | Bob Lazier            | Tom Bigelow       | Geoff Brabham    |
| 6   | Tony Bettenhausen Jr. | Steve Krisiloff   | Vern Schuppan    |
| 7   | Larry Dickson         | Tom Sneva         | Danny Ongais     |
| 8   | Rick Mears            | Sheldon Kinser    | Pete Halsmer     |
| 9   | Michael Chandler      | Don Whittington   | Bill Whittington |
| 10  | Dennis Firestone      | Scott Brayton     | Tom Klauser      |
| 11  | Jerry Karl            | Mario Andretti    | Tim Richmond     |

## Race
Toen er een kwart van de wedstrijd gereden was waren er enkele ernstige incidenten. Rick Mears maakte tijdens de 58e ronde een pitstop waarbij zijn wagen in brand vloog tijdens het bijtanken. Hij en vier mecaniciens werden overgebracht naar het ziekenhuis. Zes ronden later maakte Danny Ongais een zware crash, hij werd met gebroken ledematen naar het ziekenhuis overgebracht.
Eenentwintig ronden van het einde van de race reed Gordon Johncock aan de leiding van de race maar moest enkele ronden later vertragen door een falende motor en hij gaf op zes ronden voor het einde. Bobby Unser reed vervolgens aan de leiding en won de race. De volgende ochtend besliste de organisatie om Unser een ronde straftijd te geven omdat hij tijdens een neutralisatie wagens voorbij had gereden toen hij de pitstraat verliet. Mario Andretti, die met zijn wagen van Patrick Racing op de tweede plaats gefinisht was, werd de officiële winnaar. Penske Racing tekende beroep aan. Het bleek dat de regels voor het uitrijden van de pitstraat onder een neutralisatie niet erg duidelijk waren. Op 9 oktober, meer dan vier maanden na de race werd de straftijd die Unser gekregen had teruggedraaid en won hij zijn derde Indy 500. Hij kreeg evenwel een geldboete opgelegd.
| #                                                                                 | Coureur                   | Auto                | Ronden | Opgave     |
| --------------------------------------------------------------------------------- | ------------------------- | ------------------- | ------ | ---------- |
| 1                                                                                 | Bobby Unser               | Penske-Cosworth     | 200    |            |
| 2                                                                                 | Mario Andretti            | Wildcat-Cosworth    | 200    |            |
| 3                                                                                 | Vern Schuppan             | McLaren-Cosworth    | 199    |            |
| 4                                                                                 | Kevin Cogan (R)           | Phoenix-Cosworth    | 197    |            |
| 5                                                                                 | Geoff Brabham (R)         | Penske-Cosworth     | 197    |            |
| 6                                                                                 | Sheldon Kinser            | Longhorn-Cosworth   | 195    |            |
| 7                                                                                 | Tony Bettenhausen Jr. (R) | McLaren-Cosworth    | 195    |            |
| 8                                                                                 | Steve Krisiloff           | Penske-Cosworth     | 194    |            |
| 9                                                                                 | Gordon Johncock           | Wildcat-Cosworth    | 194    | Mechanisch |
| 10                                                                                | Dennis Firestone          | Wildcat-Cosworth    | 193    | Mechanisch |
| 11                                                                                | Bill Alsup (R)            | Penske-Cosworth     | 193    |            |
| 12                                                                                | Mike Chandler (R)         | Penske-Cosworth     | 192    |            |
| 13                                                                                | A.J. Foyt                 | Coyote-Cosworth     | 191    |            |
| 14                                                                                | Tim Richmond              | Parnelli-Cosworth   | 191    |            |
| 15                                                                                | Jerry Karl                | McLaren-Chevrolet   | 189    |            |
| 16                                                                                | Scott Brayton (R)         | Penske-Cosworth     | 173    | Mechanisch |
| 17                                                                                | Al Unser                  | Longhorn-Cosworth   | 166    |            |
| 18                                                                                | Larry Dickson             | Penske-Cosworth     | 165    | Mechanisch |
| 19                                                                                | Bob Lazier (R)            | Penske-Cosworth     | 154    | Mechanisch |
| 20                                                                                | Tom Bigelow               | Penske-Chevrolet    | 152    | Mechanisch |
| 21                                                                                | Bill Whittington          | March-Cosworth      | 146    | Mechanisch |
| 22                                                                                | Gordon Smiley             | Wildcat-Cosworth    | 141    | Ongeval    |
| 23                                                                                | Josele Gaza (R)           | Penske-Cosworth     | 138    | Ongeval    |
| 24                                                                                | Pete Halsmer (R)          | Penske-Cosworth     | 123    | Ongeval    |
| 25                                                                                | Tom Sneva                 | March-Cosworth      | 96     | Mechanisch |
| 26                                                                                | Gary Bettenhausen         | Lightning-Cosworth  | 69     | Mechanisch |
| 27                                                                                | Danny Ongais              | Interscope-Cosworth | 64     | Ongeval    |
| 28                                                                                | Pancho Carter             | Penske-Cosworth     | 63     | Mechanisch |
| 29                                                                                | Tom Klausler (R)          | Schkee-Cosworth     | 60     | Mechanisch |
| 30                                                                                | Rick Mears                | Penske-Cosworth     | 58     | Brand      |
| 31                                                                                | Don Whittington           | March-Cosworth      | 32     | Ongeval    |
| 32                                                                                | Johnny Rutherford         | Chaparral-Cosworth  | 25     | Mechanisch |
| 33                                                                                | Mike Mosley               | Eagle-Chevrolet     | 4      | Mechanisch |
| Gemiddelde snelheid : 223,834 km/h - Snelste Ronde : Gordon Johncock, 316,94 km/h |                           |                     |        |            |
| Aantal neutralisaties : 11 (69 van de 200 ronden in totaal)                       |                           |                     |        |            |